# 로돌푸스 (캉브레)
베르망두아의 로돌푸스(Rodulfus, 프랑스어:Raoul, ? - 896년 8월 28일)는 서프랑크 왕국의 귀족으로, 플랑드르 백작가문 출신이었다. 플랑드르 백작 보두앵 1세와 서프랑크 왕국의 왕 대머리왕 카를 2세의 딸 유디트의 아들이었다. 보두앵 2세는 그의 형이었다.
888년부터 896년까지 그는 캉브레의 백작이었다. 다만 그의 뒤를 계승한 이삭 드 캉브레가 그의 아들인가 여부는 불확실하다.
형 보두앵 2세 백작의 강력한 도움으로 그는 895년 생 캉탱과 페로네 지역, 베르망두아 중심 지역을 차지하였다. 외드는 베르망두아 일대에 대한 그의 권리 요구를 놓고 논란이 벌어졌지만 해결하지 못했다. 이듬해인 896년 헤르베르티언 왕조 출신 헤르베르트 1세와의 전투에서 그의 가족, 친지들과 고립당한 뒤 함정에 빠져 전사하였다. 그의 죽음에 대해 그의 형 보두앵 2세가 헤르베르트 1세를 암살하였다.

## 가족 관계
- 아버지 : 보두앵 1세
- 어머니 : 서프랑크의 유디트, 대머리 왕 카를 2세의 딸
  - 형 : 보두앵 2세
- 부인 : 이름 미상
  - 딸 : 베르타 드 캉브레(Berthe de Cambrai)